# Olesko (gmina)
Gmina Olesko – dawna gmina wiejska funkcjonująca w latach 1941–1944 pod okupacją niemiecką w Polsce. Siedzibą gminy było pozbawiony praw miejskich Olesko.
Gmina Olesko została utworzona przez władze hitlerowskie z terenów okupowanych przez ZSRR w latach 1939–1941, stanowiących przed wojną: główną część zniesionej gminy Podhorce, zniesione miasto Olesko oraz część niezniesionej gminy Ożydów w powiecie złoczowskim w woj. tarnopolskim.
Gmina weszła w skład powiatu złoczowskiego (Kreishauptmannschaft Złoczów), należącego do dystryktu Galicja w Generalnym Gubernatorstwie. W skład gminy wchodziły miejscowości: Chwatów, Hucisko Oleskie, Olesko, Pobocz, Podhorce Dolne, Podhorce Górne, Terebieże-Cyków i Zahorce.
Po wojnie obszar gminy został włączony do Ukraińskiej SRR.